# Raivavae
Raivavae, anderer polynesischer Name Vavitao oder Vavitu, alte Namen: Laivavai, Lord Bolton´s Island und Santa Rosa, ist ein dünn besiedeltes Atoll im Südpazifik, das geographisch zu den Austral-Inseln, genauer zur Gruppe der Tubuai-Inseln, zählt und politisch zu Französisch-Polynesien gehört.

## Geographie
Geologisch liegt Raivavae in der Cook-Austral-Kette (The Cook-Austral volcanic chain), einer Reihe unterseeischer Vulkane und vulkanischer Inseln, die sich im Süden der Pazifischen Platte erstreckt. Die Zentralinsel Raivavaes ist aus einem Hot-Spot der Pazifischen Platte entstanden, dessen Magmaproduktion vor ca. 6,5 Millionen Jahren endete.
Das Atoll bedeckt einschließlich der Lagune eine Fläche von etwa 90 km². Die Lagune misst 61 km² und die Landfläche aller Inseln zusammengenommen 17,9 km².
Die 8,5 km lange und an ihrer breitesten Stelle 2,3 km breite, länglich-ovale Zentralinsel (High Island) ist vulkanischen Ursprunges. Sie ist von einem Saumriff umgeben, aus dem sich zahlreiche größere und kleinere Motus erheben, darunter Motu Mano, Motu Haha, Motu Vaiamanu, Motu Araoo und Motu Haaamu. Das Riff lässt im Norden des Atolls zwei und im Süden eine Passage offen. Die künstlich vertiefte, befahrbare Tetobe-Passage verbindet die Raiurua Bay im Nordwesten mit der offenen See. Neben diesem Außenriff ist die Zentralinsel noch von einem Küstenriff umgeben, das aber nicht über die Meeresoberfläche hinausragt.
High Island ist überwiegend gebirgig und zerklüftet, wobei das Gelände im Nordwesten etwas sanfter ansteigt. Der Nord- wird vom Südteil der Insel durch einen steilen Rücken getrennt, dessen höhergelegene Teile nur spärlich bewachsen, auf der windabgewandten Seite sogar arid sind. Er formt eine Wasserscheide und die Fließgewässer haben steile und tiefe Schluchten eingegraben. Der heute bebaute und landwirtschaftlich genutzte Küstenstreifen ist schmal, die wenigen Strände der Zentralinsel sind nicht sehr ausgedehnt und liegen überwiegend im Nordwesten, bestehen jedoch aus einem feinen, weißen Korallensand.
Höchste Erhebung ist der Mt. Hiro mit 437 Metern. Hiro ist auf Tahiti der Gott der Diebe und Seefahrer und wird auf dem Tuamotu-Archipel als einer der mythischen Vorfahren verehrt.
Die Motus des Saumriffes sind flache Inselchen aus weißem Korallensand und -trümmern und dicht mit Kokospalmen, Pandanus und anderer tropischer Vegetation bewachsen. Sie sind heute unbewohnt, auf den größeren gibt es aber Überreste von Zeremonial- und Wohnbauten.
Vor der Ostspitze der Zentralinsel liegt innerhalb der Lagune das unbewohnte Inselchen Hotu Atua, das aus einem 60 m hohen Doppelgipfel vulkanischen Ursprungs besteht und eine Katasterfläche von 18729 Quadratmetern aufweist.

## Klima
Das Klima ist im Vergleich zu den weiter nördlich gelegenen polynesischen Inseln relativ kühl, da Raivavae etwas südlich des Wendekreises des Steinbocks und damit gerade außerhalb der tropischen Klimazone liegt. Außerdem werden die Temperaturen durch den ständig wehenden Wind gesenkt. Die Mittagstemperaturen können manchmal unter 25 °C liegen, die Nächte sind gelegentlich sogar unangenehm kühl. Die Jahreszeiten sind nicht sehr ausgeprägt. Der Niederschlag fällt reichlich, aber meist nur in kurzen, heftigen Schauern und ist relativ konstant über das ganze Jahr verteilt.
Die für das Wachstum sehr günstigen klimatischen Bedingungen erlauben den Anbau einer Reihe von Nutzpflanzen in der Küstenebene, die eigentlich in die tropische Klimazone gehören, so zum Beispiel Brotfrucht und Kokosnuss.

## Politik und Verwaltung

### Verwaltung
Politisch ist Raivavae eine von 5 Gemeinden der Austral-Inseln (Communes des Îles Australes). Die Gemeinde Raivavae untergliedert sich in die Teilgemeinden (Communes associées) Anatonu (Nordosten), Rairua-Mahanatoa (Nordwesten) und Vaiuru (Südosten).
Die Insel wird verwaltet von der Unterabteilung (Subdivision administrative des Îles Australes) des Hochkommissariats für Französisch-Polynesien (Haut-commissariat de la République en Polynésie française) in Papeete auf der Insel Tahiti.

### Sprache
Auf Raivavae, wie auf den übrigen Tubuai-Inseln auch, spricht man Austral, einen polynesischen Dialekt. Amtssprache ist aber Französisch, das insbesondere die jüngeren Einwohner sprechen.

## Wirtschaft und Infrastruktur

### Wirtschaft
Die 977 Einwohner sind überwiegend Selbstversorger. Hauptnahrungsmittel sind Taro, Brotfrüchte, Süßkartoffeln, Maniok, Zuckerrohr, Bananen und andere tropische und subtropische Früchte. Eiweißlieferanten sind hauptsächlich Fische, aber auch Hühner und Schweine, die überall frei herumlaufen. Weitere lebensnotwendige Güter werden von dem gewöhnlich zweimal im Monat verkehrenden Versorgungsschiff aus Papeete gebracht.
Die südliche Lage und die klimatischen Bedingungen begünstigen den Kaffeeanbau und machen Raivavae zum größten Kaffeeproduzenten in Französisch-Polynesien, obwohl die in Familienbetrieben produzierte Gesamtmenge im Vergleich zu anderen Kaffeeexporteuren der Welt verschwindend gering ist. Exportiert werden außerdem in kleinerem Umfang Kopra und einige Früchte, vorwiegend für den lokalen Markt in Tahiti. Ein wenig Geld bringt auch die Herstellung kunstvoll geflochtener Hüte und Matten aus Pandanus-Blättern.

### Infrastruktur
Eine befestigte Ringstraße, an der sich auch immer wieder kleine, einzeln stehende Anwesen finden, verbindet die Dörfer. Das Inselinnere ist nur an wenigen Stellen mit unbefestigten Wegen und Fußpfaden erschlossen.
2003 wurde mit Mitteln Frankreichs und der EU ein Flugplatz mit einer 1.400 m langen, befestigten Landebahn gebaut.
Raivavae hat keinen Hafen. Kleinere Schiffe können in der geschützten Raiurua-Bucht im Nordwesten an einer Mole anlegen.
Andere Errungenschaften der Zivilisation wie von Diesel-Generatoren erzeugte Elektrizität, eine zentrale Wasserversorgung, Satellitentelefon und -fernsehen haben mittlerweile auch das innerhalb Polynesiens sehr abgelegene Raivavae erreicht. In Rairua gibt es außerdem eine Station der Gendarmerie nationale, eine Bank, eine Krankenstation und eine Grundschule mit angeschlossenem Kindergarten (école maternelle et primaire).
Eine touristische Infrastruktur mit Hotels und Restaurants gibt es nicht (Stand 2003). Die seltenen Besucher sind auf Privatquartiere angewiesen. Ab und an liegt ein Kreuzfahrtschiff auf Reede, deren Passagiere die Insel, die Lagune und die Korallensandstrände auf den Inseln des Riffs genießen können.

## Geschichte

### Vorgeschichte

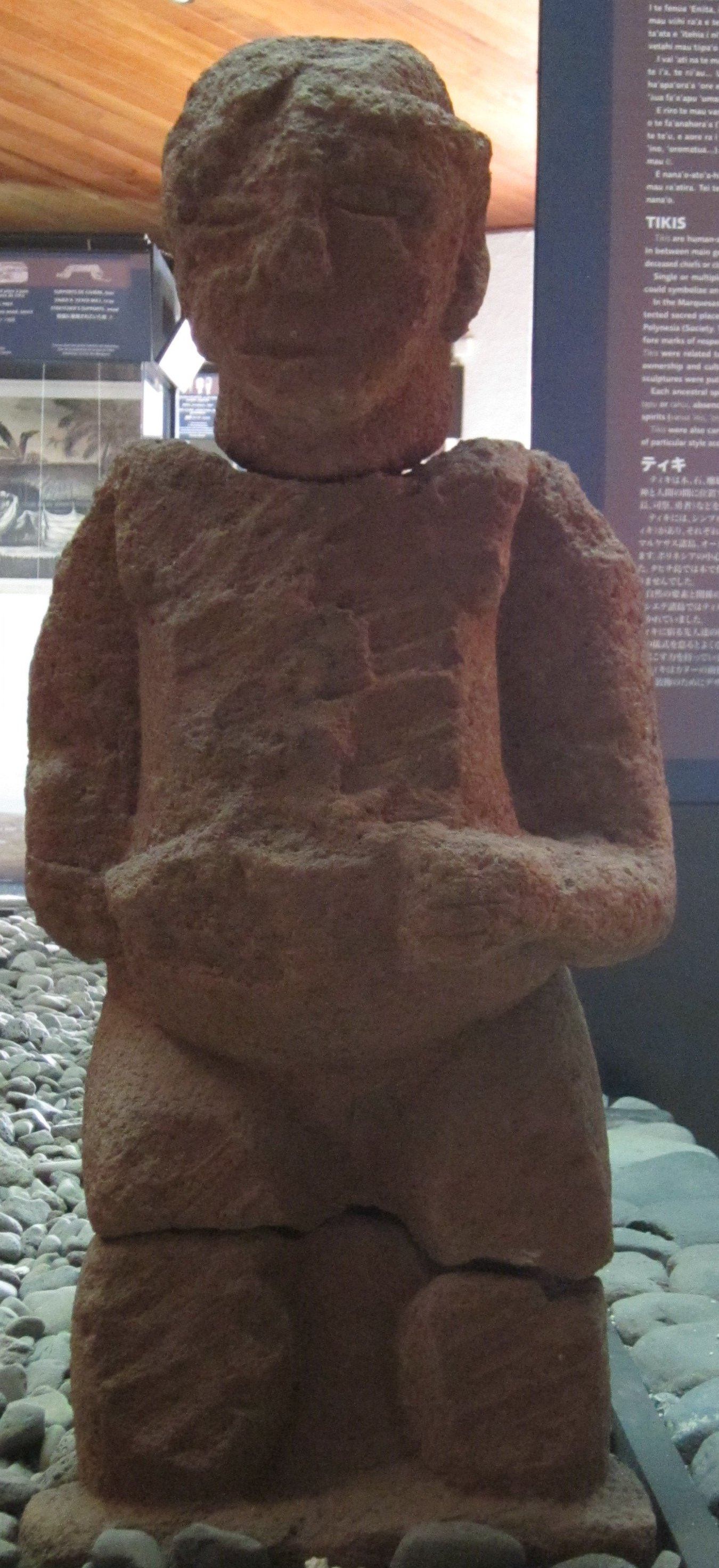
Statue, roter Tuffstein, aus Raivavae, Musée de Tahiti et des Îles

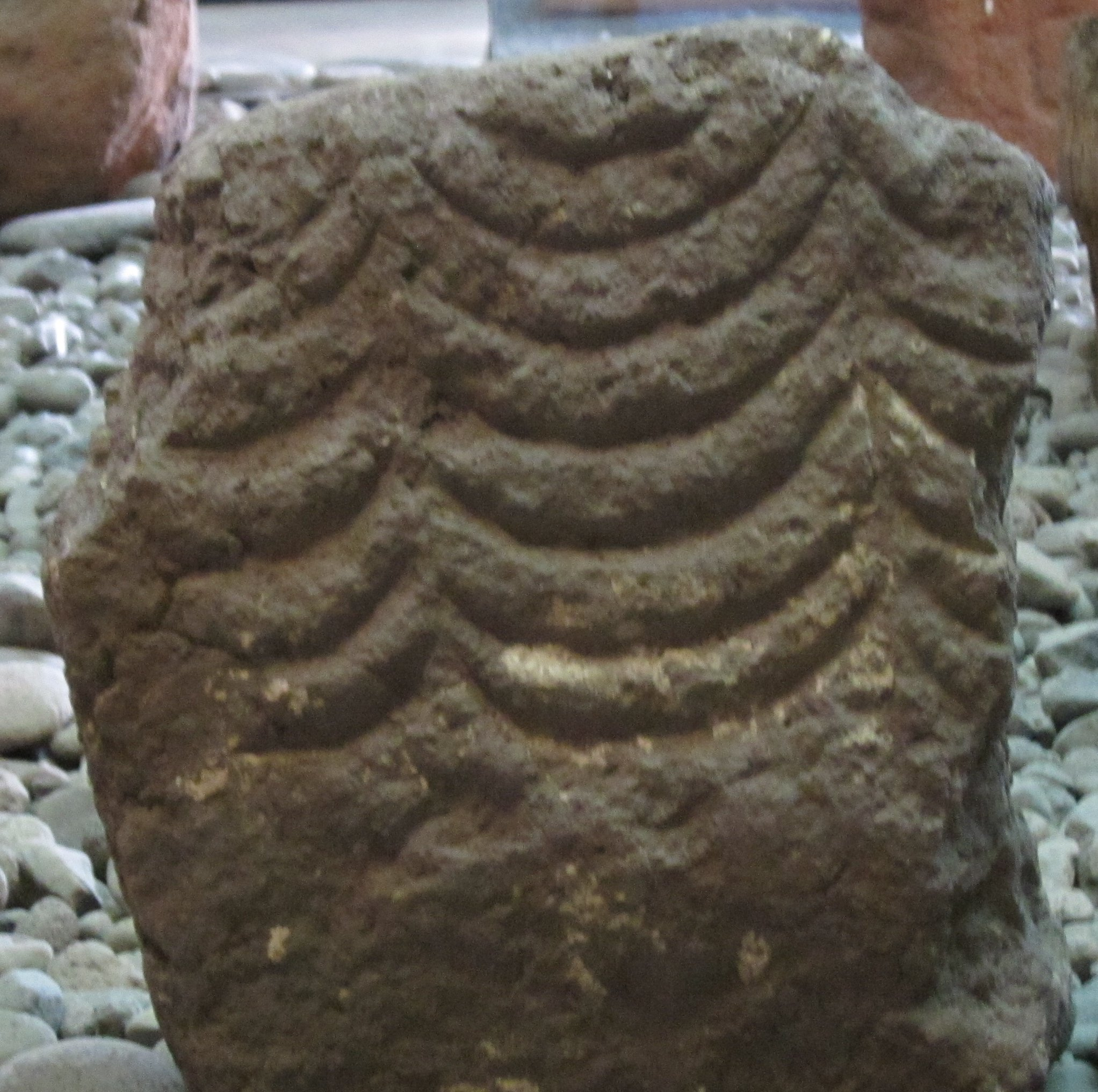
Petroglyphenstein, Tuffstein, aus Raivavae, Musée de Tahiti et des Îles

Wann und von wo die Besiedlung von Raivavae erfolgte, ist noch nicht abschließend geklärt. Wegen der Randlage im Polynesischen Dreieck ist zu vermuten, dass die Australinseln erst relativ spät besiedelt wurden, wahrscheinlich von den Gesellschaftsinseln, möglicherweise auch von Mangareva oder den Cookinseln. Der amerikanische Archäologe Patrick Vinton Kirch geht sogar so weit, die Australinseln, die südlichen Cook-Inseln und die Gesellschaftsinseln als einen großen Kulturraum anzusehen. Auch die mündlich überlieferten Genealogien weisen auf eine Verwandtschaft der Adelsfamilien von Raiatea, Tubuai und Raivavae hin.
Auf der ebenfalls zum Austral-Archipel gehörenden Insel Rapa haben Radiokohlenstoffdatierungen den Beweis erbracht, dass sie um das Jahr 1200 besiedelt wurde. Obwohl keine entsprechenden Daten vorliegen, ist es wenig wahrscheinlich, dass die Erstbesiedlung von Raivavae wesentlich früher oder später erfolgte.
Wie auf anderen polynesischen Inseln auch, bildeten sich in der Folgezeit Stammesfürstentümer heraus, die sich wiederum in einzelne Clans untergliederten. Diese Gesellschaftsform wurde von der Geographie begünstigt. Die sich zum Meer hin öffnenden Täler bildeten einst in sich geschlossene Siedlungsgebiete für die unabhängigen Stämme. In den durch Felsgrate getrennten Tälern wurden kunstvoll be- und entwässerte Terrassen für den Taro-Anbau angelegt, der im Nassfeldbau (ähnlich wie in Asien der Reis) kultiviert wurde. Heute noch sind fünf große Anbaugebiete zu identifizieren, die den früheren Stammesfürstentümern zuzuordnen sind.:150–151
Die Einwohnerzahl dürfte zur Zeit der Kulturblüte vermutlich 15.000 – 20.000 betragen haben. Die Gesellschaft war streng hierarchisch gegliedert. An der Spitze standen die Stammeshäuptlinge und deren Familien, unterstützt von einer einflussreichen Priesterkaste. Großes Ansehen in der von ständigen ritualisierten Stammeskriegen dominierten Gesellschaft genossen auch die Krieger. Die Knaben wurden von frühester Kindheit an auf das Kriegshandwerk vorbereitet.
Hinweise für eine kriegerische Gesellschaft sind die großen, terrassierten Bergfestungen, die auf mehreren schwer zugänglichen Felsgraten angelegt wurden. Das von der norwegischen Heyerdahl-Expedition 1956 ausgegrabene Fort Hatuturi liegt auf einem steilen, dicht überwachsenen Hügel und besteht aus mehreren gepflasterten Terrassen, die vermutlich Hütten aus vergänglichen Materialien trugen. Die Terrassen wurden einst von hölzernen Palisaden geschützt. Für die Vorratshaltung hat man flache, steinverkleidete Gruben gefunden, in denen die Brotfrucht (maiore) fermentiert und so für lange Zeit haltbar gemacht wurde. Ein Verfahren, das in gleicher Weise auch auf den Marquesas verbreitet war. Eine von der Heyerdahl-Expedition vorgenommene Radiokohlenstoffdatierung im Hatuturi-Komplex ergab das Jahr 1700 n. Chr. (±200 Jahre).:115–116
Raivavae gehört – neben Hawaii, der Osterinsel, Tahiti, den Marquesas und Pitcairn – zu den wenigen polynesischen Inseln, auf denen monumentale Steinstatuen errichtet wurden. Sie waren stets einer Tempelplattform (marae) zugeordnet. Der typische Marae von Raivavae bestand aus einem rechteckigen, mit bis zu 3 m hohen senkrechten Steintafeln eingehegten Zeremonialplatz, ähnlich einem gepflasterten Hof. Dahinter stand ein großes, ovales Haus, wahrscheinlich für zeremonielle Zwecke, das aus vergänglichen Materialien (Holz mit einem Dach aus Pandanusblättern) errichtet wurde. Zum Zeremonialplatz führte eine zum Meer zeigende, ebenfalls gepflasterte und von Stelen markierte Prozessionsstraße. Rechtwinklig zu dem Hof erhoben sich Zeremonialplattformen in zwei bis vier übereinanderliegenden Stufen, auf denen die großen Steinstatuen standen. Eine architektonische Besonderheit auf Raivavae war die abwechselnde Verwendung von rotem Tuff, schwarzem Basalt und grau-weißen Korallenblöcken für die verschiedenen Bauteile des Marae. Nach den Feststellungen des Archäologen Arne Skjølsvold dienten die Marae selbst nicht als Grabanlagen, sondern die Bestattungen fanden in gepflasterten Steinkammern in unmittelbarer Nähe statt.:97–107
Die bis zu 2,5 m hohen Statuen aus vulkanischem Tuff oder Basalt waren – im Gegensatz zu denen der Osterinsel oder der Marquesas – oft weibliche Figuren, viele davon stellten hochschwangere Frauen dar. Der Archäologe John Stokes entdeckte 1921 seltsame phallusförmige Statuen mit menschlichen Attributen, die heute noch die Phantasie von Laien beschäftigen. Tatsächlich sind beide Statuentypen lediglich die Manifestation eines Fruchtbarkeitskultes. Darauf deuten auch Grabungsbefunde von John Stokes hin. Er fand bei Ausgrabungen am Marae Atoraui eine große Phallusfigur unmittelbar vergesellschaftet mit zwei Statuen schwangerer Frauen.:195
Weitere Relikte sind die überall auf der Insel zu findenden Petroglyphen, die menschliche, häufig weibliche Gestalten, Tiere, Gesichter (Masken?) und grafische Symbole darstellen.

### Europäische Entdeckung
Wer Raivave für Europa entdeckte ist umstritten. James Cook erblickte die zum selben Archipel gehörenden Inseln Rurutu während seiner ersten Reise 1769 und Tubuai während seiner dritten Reise 1777, aber er ging beide Male nicht an Land. Vermutlich dürfte er Raivavae dabei nicht übersehen haben, es gibt dafür jedoch keine Bestätigung. Daher wird heute der Spanier Thomás de Gayangos als erster europäischer Entdecker betrachtet. Er erreichte Raivavae am 5. Februar 1775 mit den Schiffen Aguila und Jupiter im Zuge einer von Manuel d’Amat i de Junyent initiierten Expedition nach Tahiti. Er nannte die Insel „Santa Rosa“ nach der heiligen Rosa von Lima.
Sechzehn Jahre später, am 2. Dezember 1791, passierte die HMS Chatham unter dem Kommando von William Robert Broughton Raivavae auf dem Weg von Neuseeland nach Tahiti, um sich dort mit der HMS Discovery von George Vancouver zu treffen.
Im Juli 1799 kreuzte die Venus unter dem Kommando von George Bass zwischen den Australinseln. Bass entdeckte dabei die nach ihm benannten Bass Rocks (Marotiri). Er hielt sich auch für den Erstentdecker von Raivavae und gab der Insel den Namen Lord Bolton´s Island nach Baron Bolton einem Freund und Gönner seines Geschäftspartners und Miteigners der Venus Charles Bishop.
Die nächsten europäischen Besucher sind namentlich nicht bekannt, aber es gibt Hinweise, dass Raivavae – wie auch andere Inseln Ostpolynesiens – zu Beginn des 19. Jahrhunderts mehrfach von Walfängern, Abenteurern und Handelskapitänen aufgesucht wurde. Im 19. Jahrhundert war Raivavae in Europa als Quelle von Sandelholz bekannt. 1812 ankerte die Brigg Daphne unter dem Kommando von Kapitän Michael Fodger vor Raivavae und erbeutete eine beträchtliche Menge Sandelholz.
Nachdem die Pomaré-Dynastie mit britischer Unterstützung ihren Einfluss auf Tahiti gefestigt hatte und Pomaré II. 1819 zum König gekrönt worden war, entschied er, seinen Einflussbereich auch auf die Austral-Inseln auszudehnen. Die amerikanische Brigg Arab brachte im Oktober 1819 den König, dessen Hofstaat und mehrere Missionare der London Missionary Society (LMS) zu den Austral-Inseln. Als die Arab Raivavae erreichte, befanden sich die Clans in einem ihrer üblichen Stammeskriege. Pomaré gelang es, zwischen den verfeindeten Parteien zu vermitteln und den Konflikt diplomatisch zu lösen. Er hinterließ einen seiner tahitischen Häuptlinge als Statthalter, der die Basis für die ein Jahr später von Moorea nachfolgenden protestantischen Missionare der LMS bereitete. Bereits im Jahr ihrer Ankunft veranlassten sie die Zerstörung von mehr als 100 „heidnischen“ Statuen. König Tahuhu a Tama, der oberste Ariki der Insel, trat zum Christentum über und zerstörte eigenhändig seinen Familienmarae im Mateaina-Distrikt. Die meisterhaft gearbeitete Steinstatue der Kultplattform, die den Namen „Arununa“ trug, übergab er den christlichen Missionaren, die sie dem britischen Geologen und Naturforscher Samuel Stutchbury (1798–1859) schenkten, der sie 1826 nach Großbritannien brachte. Sie gehört heute zur Sammlung des Pitt Rivers Museums in Oxford.
Raivavae blieb unter der Hegemonie Tahitis. Die Bekehrung zum Christentum verlief friedlich, da die Stammeshäuptlinge die neue Religion schnell und ohne Widerstand assimilierten. Die Christianisierung beendete zwar die Stammeskriege, hatte jedoch entscheidende Veränderungen in der Gesellschaft zur Folge. Die Häuptlingsfamilien dominierten nach wie vor die Inselgesellschaft, aber nicht mehr als absolutistische Herrscher, sondern nur noch als eine Art „väterliche Beschützer“ innerhalb des Bezugssystems der London Missionary Society. Polygamie, ein Privileg des Adels, und geschlechtliche Beziehungen adoleszenter Jugendlicher wurden streng verboten.
Im April 1829 breitete sich eine verheerende Seuche von Tubuai nach Raivavae aus, die die Einwohnerzahl von vorher schätzungsweise 3.000 dramatisch reduzierte. Ein detaillierter Zensus im Jahr 1836 ergab die Zahl von nur noch 409 Einwohnern, davon 241 Männer und 148 Frauen.
Im September 1861 vereinbarte Königin Pomaré IV. mit Eugène Gaultier de la Richerie, dem Gesandten Napoleons III. auf Tahiti, die südlichen Tuamotu-Inseln und Raivavae ihrem Herrschaftsbereich zu unterstellen. 1876 verkündete Frankreich das Protektorat über Raivavae. Mit dem Ende der Pomaré-Dynastie auf Tahiti wurde die Insel 1880 endgültig annektiert und französische Kolonie.
Im 19. und zu Beginn des 20. Jahrhunderts gab es durch den Kaffeeboom einen kleinen wirtschaftlichen Aufschwung, der einigen Familien einen bescheidenen Wohlstand bescherte. Durch den Verfall der Kaffeepreise ist davon heute aber nichts mehr zu spüren.

### Forschungsgeschichte
Raivavae ist ethnologisch und archäologisch nur spärlich erforscht. Bislang gab es lediglich fünf Forschungsexpeditionen auf die Insel:
- Der Archäologe John Stokes vom Bishop Museum, Honolulu 1921, der einige signifikante historische Stätten kartierte und die bekannten phallusförmigen Steinbilder ausgrub
- Frank Stimson, der 1938 linguistische Studien betrieb
- Die „Norwegische Archäologische Expedition zur Osterinsel und in den Ostpazifik“ von Thor Heyerdahl, 1956. Skjølsvold grub im Mai/Juni 1956[19] die Steinterrassen der Befestigungsanlage Hatuturi aus und untersuchte die Zeremonialanlagen Te Rae Rae in der Nähe des Dorfes Rairua, sowie Mahara bei Vaiuru.
- Der Ethnologe Donald Marshall Ende der 1950er Jahre, der seine Forschungen im Wesentlichen auf die zeitgenössische Kultur und Ethnologie beschränkte
- Der Archäologe und Ethnologe Edmundo Edwards, der 1986–87 erstmals umfangreiche archäologische Grabungen durchführte und ein Standardwerk zur Archäologie der Insel herausgab.

## Sonstiges
Steinstatuen aus Raivavae befinden sich heute im Bernice P. Bishop Museum, Honolulu, Hawaii, im Musée de Tahiti et des Îles bei Papeete und im Pitt Rivers Museum, Oxford. Besonders fein geschnitzte Gegenstände und Waffen kann man im Musée national des arts d’Afrique et d’Océanie (seit 2006 eingegliedert in das Musée du quai Branly) in Paris sehen.